# بريس إوونا
بريس إوونا (بالفرنسية: Brice Owona)‏ (مواليد 4 مارس 1989 ب‍ياوندي في الكاميرون - ) هو لاعب كرة قدم كاميروني يلعب في مركز الهجوم. شارك مع منتخب الكاميرون تحت 20 سنة لكرة القدم. أما مع النوادي، فقد لعب مع نادي اتحاد طنجة ونادي القطن ونادي سانت غالن ويونيون دوالا وGC Biaschesi ‏.

## وصلات خارجية
- بريس إوونا على موقع الاتحاد الدولي (مؤرشف)  (الإنجليزية)
- بريس إوونا على موقع قاعدة بيانات كرة القدم.إي يو (الإنجليزية)